# بيتر ماكدونالد (سياسي أسترالي)
بيتر ماكدونالد (بالإنجليزية: Angus Macdonald)‏ هو دبلوماسي وسياسي أسترالي، ولد في 1945.